# Plaue
Plaue é uma cidade da Alemanha localizada no distrito de Ilm-Kreis, estado da Turíngia. Pertence ao verwaltungsgemeinschaft de Oberes Geratal. Em janeiro de 2019, o antigo município de Neusiß foi incorporado a Plaue.